# 亞利尼夫卡 (列季奇夫區)
49°24′25″N 27°46′36″E / 49.40694°N 27.77667°E
亞利尼夫卡（烏克蘭語：Ялинівка）是位於烏克蘭西部的村莊，由赫梅利尼茨基州裡赫梅利尼茨基區的萊蒂奇夫市鎮負責管轄。該村面積1.52平方公里，海拔高度294米，2001年人口279，人口密度每平方公里183.1人。